# 埃莉萨·乌加
埃莉萨·乌加（義大利語：Elisa Uga，1968年2月27日—），意大利前女子击剑运动员。她曾代表意大利参加1996年夏季奥林匹克运动会击剑比赛，结果获得女子团体重剑银牌。